# Union Mundial pro Interlingua

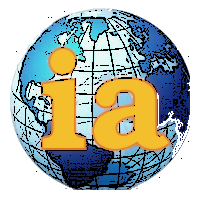
Icono de Interlingua

La Union Mundial pro Interlingua (Unión Mundial para Interlingua) (UMI) es una entidad sin fines de lucro que se dedica a promover el conocimiento y el uso de Interlingua en el mundo. La UMI fue fundada el 28 de julio de 1955.
La UMI es una institución para la cooperación en lo concerniente a la promoción del uso de Interlingua para la comunicación internacional en situaciones adecuadas, la información sobre esta lengua, la edición de manuales, diccionarios y otras publicaciones de Interlingua.
La UMI tiene miembros, representantes y representaciones en cinco continentes. Un consejo ejecutivo con un presidente, un secretario general, un vicesecretario y un administrador se encarga de las actividades cotidianas del UMI. Un consejo general con a lo sumo dos representantes de cada país, en el cual hay una representación nacional de interlingua, discute los lineamiento en detalle.
La UMI edita una revista bimensual, Panorama in Interlingua, con informaciones internacionales en interlingua para un público global: periodismo, noticias, reportajes, entrevistas, críticas de libros, y con foco especial a la difusión de interlingua y de noticias de interlingua globalmente.
Ha realizado las siguientes conferencias internacionales (conferentia international):
- Tours (Francia) 1955
- Basilea (Suiza) 1957
- Tours (Francia) 1959
- Basilea (Suiza) 1971
- Norwich (Gran Bretaña) 1974
- Sheffield (Gran Bretaña) 1983
- Taastrup (Dinamarca) 1985
- París (Francia) 1987
- Zwolle (Países Bajos) 1989
- Helsingborg (Suecia) 1991
- Borne (Países Bajos) 1993
- Praga (República Checa) 1995
- Estrasburgo (Francia) 1997
- Focsani (Rumania) 1999
- Gdansk (Polonia) 2001
- Lovech (Bulgaria) 2003
- Åsa (sv) (Suecia) 2005
- Kirchheimbolanden (de) (Alemania) 2009
- Chepelare (Bulgaria) 2011
- Åsa (sv) (Suecia) 2014
- Benidorm (España) septiembre de 2015